# Marcus Senften
Markus Senften, född 19 mars 1978, är en fotbollsspelare (mittback) från Orust i Sverige. Började sin karriär i Gilleby IF. Har även representerat Stenungsunds IF, Degerfors IF, Motala AIF, Mjällby AIF, Kristianstads FF. Gick inför säsongen 2007-08 till Ljungskile SK där han även spelade säsongen 2004-05.
Tack vare sin förmåga i luftrummet samt sitt starka fysiska spel blev Senften, i Unibets omröstning, vald till Division 2:s bästa försvarare 2003-04.
Efter en tid i Sölvesborgs GOIF och BW90 spelar Senften idag för Sölvesborg United i Division 6. Han är även lagets assisterande tränare.